# Расселл (Пенсільванія)
Расселл (англ. Russell) — переписна місцевість (CDP) в США, в окрузі Воррен штату Пенсільванія. Населення — 1292 особи (2020).

## Географія
Расселл розташований за координатами 41°56′14″ пн. ш. 79°8′25″ зх. д. / 41.93722° пн. ш. 79.14028° зх. д. (41.937360, -79.140336).  За даними Бюро перепису населення США в 2010 році переписна місцевість мала площу 9,49 км², з яких 9,13 км² — суходіл та 0,37 км² — водойми.

## Демографія
Згідно з переписом 2010 року, у переписній місцевості мешкало 1408 осіб у 580 домогосподарствах у складі 431 родини. Густота населення становила 148 осіб/км².  Було 625 помешкань (66/км²).
Расовий склад населення:
| - 97,2 % — білих - 0,9 % — азіатів - 0,4 % — корінних американців - 0,4 % — чорних або афроамериканців |

До двох чи більше рас належало 1,1 %. Частка іспаномовних становила 0,8 % від усіх жителів.
За віковим діапазоном населення розподілялося таким чином: 21,7 % — особи молодші 18 років, 57,8 % — особи у віці 18—64 років, 20,5 % — особи у віці 65 років та старші. Медіана віку мешканця становила 46,5 року. На 100 осіб жіночої статі у переписній місцевості припадало 92,9 чоловіків;  на 100 жінок у віці від 18 років та старших — 92,5 чоловіків також старших 18 років.
Середній дохід на одне домашнє господарство  становив 93 532 долари США (медіана — 49 512), а середній дохід на одну сім'ю — 112 698 доларів (медіана — 68 750). Медіана доходів становила 47 328 доларів для чоловіків та 35 417 доларів для жінок. За межею бідності перебувало 6,8 % осіб, у тому числі 14,9 % дітей у віці до 18 років та 3,4 % осіб у віці 65 років та старших.
Цивільне працевлаштоване населення становило 592 особи. Основні галузі зайнятості: виробництво — 27,2 %, освіта, охорона здоров'я та соціальна допомога — 26,9 %, роздрібна торгівля — 10,3 %, фінанси, страхування та нерухомість — 8,8 %.